# Cottus aleuticus
Cottus aleuticus és una espècie de peix pertanyent a la família dels còtids.

## Descripció
- Fa 17 cm de llargària màxima (normalment, en fa 6).
- Nombre de vèrtebres: 34-38.[5][6][7]

## Alimentació
Menja, principalment de nit, insectes aquàtics i invertebrats bentònics.

## Depredadors
És depredat per Oncorhynchus clarki, el salmó platejat (Oncorhynchus kisutch), Salvelinus malma i el salmó vermell (Oncorhynchus nerka).

## Hàbitat
És un peix demersal i de clima temperat (68°N-35°N).

## Distribució geogràfica
Es troba a Nord-amèrica: el Canadà i els Estats Units (incloent-hi Alaska).

## Longevitat
La seua esperança de vida és de 8 anys.

## Observacions
És inofensiu per als humans.